# Ned Wright
Edward L. (Ned) Wright, född 25 augusti 1947, är en amerikansk fysiker och kosmolog. Han har bland annat gjort uppmärksammade insatser i det nobelprisbelönade (2006) COBE-projektet.
Efter grundexamen i fysik 1969 och blev Wright filosofie doktor 1976 vid Harvard University i Boston. Därefter undervisade Wright några år på MIT Physics Department men Wright innehade en professur vid UCLA sedan 1981.
Wright är en ivrig förespråkare för Big Bang och hans forskning kretsar kring infrarödastronomi och kosmologi. Han deltog med John C. Mather och George F. Smoot i arbetena på COsmic Background Explorer, COBE-satelliten från 1978. 1992 mottog han Nasas “Exceptional Scientific Achievement” medalj för sina insatser på COBE. Wright har fortsatt sina studier av den kosmiska mikrovågsbakgrunden i projektet Wilkinson Microwave Anisotropy Probe (WMAP). WMAP har följt upp COBE:s upptäckter av små variationer i bakgrundsstrålningen, vilka antas härröra från universums förmodade barndom.